# Dobrovolný svazek obcí CHODSKÁ LIGA
Dobrovolný svazek obcí CHODSKÁ LIGA je svazek obcí v okresu Domažlice, jeho sídlem je Klenčí pod Čerchovem a jeho cílem je všestranný rozvoj regionu a možnost koordinace činnosti za účelem efektivního využití různých podpůrných prostředků a vzhledem k poloze při hranici s Bavorskem přeshraniční spolupráce. Sdružuje celkem 14 obcí a byl založen v roce 1998.

## Obce sdružené v mikroregionu
- Chodov
- Česká Kubice
- Díly
- Klenčí pod Čerchovem
- Luženičky
- Nemanice
- Nový Kramolín
- Otov
- Pařezov
- Pec
- Trhanov
- Újezd
- Vlkanov
- Ždánov